# Датско-немецкая война (1848—1850)
Да́тско-немецкая война́ в 1848—1850 годов — военный конфликт между Германским союзом и Данией за контроль над герцогствами Шлезвиг и Гольштейн, связанными личной унией с датским королевством. В немецкой литературе называется Шлезвиг-Гольштейнская война (нем. Schleswig-Holsteinischer Krieg), в датской литературе Трёхлетняя война (дат. Treårskrigen). 
Российская империя в ходе войны поддерживала Данию, однако прибегать к оружию ей не пришлось (см. Датская экспедиция русского флота).

## Предыстория

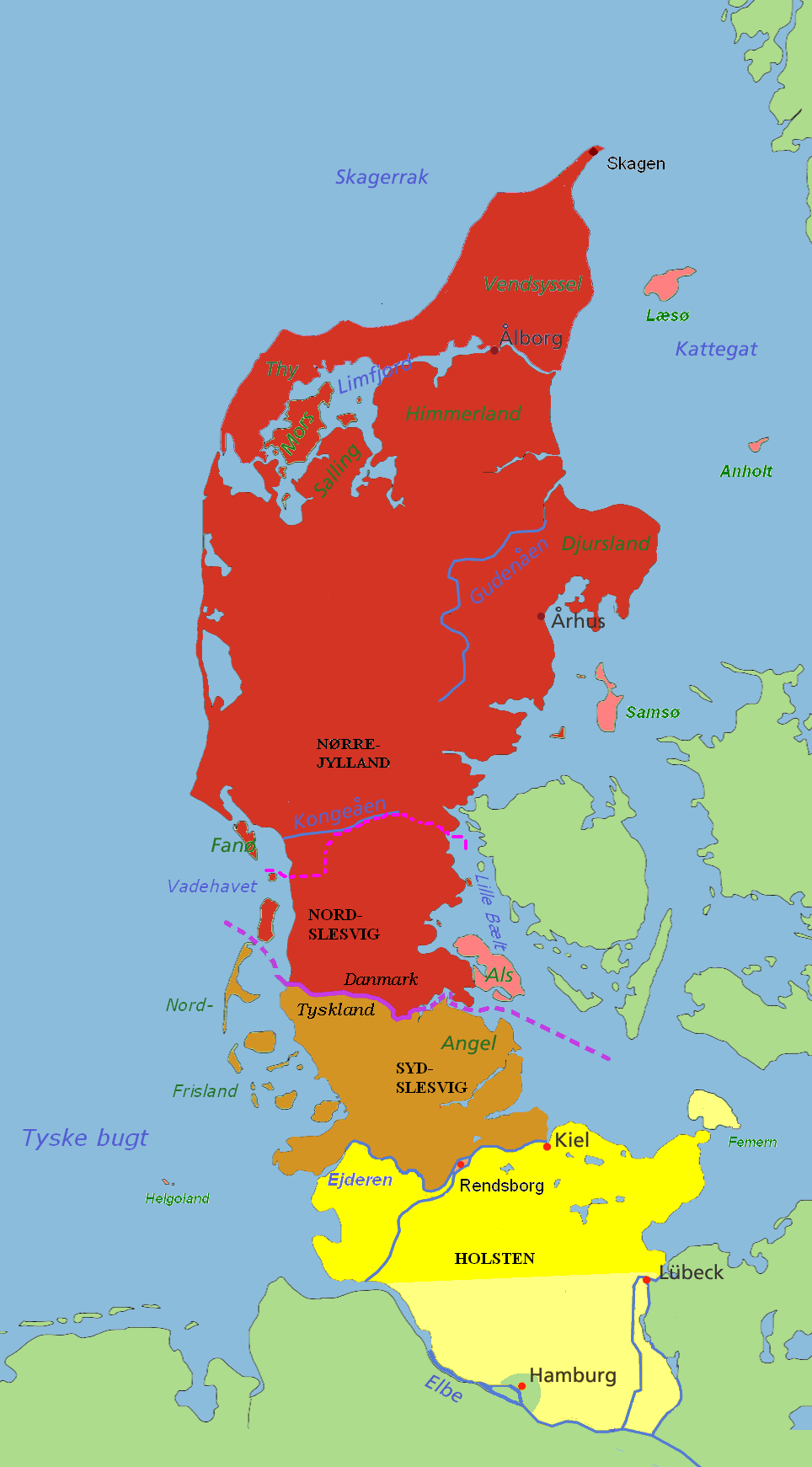
Карта спорной территории в сравнении с сегодняшними границами. Сегодняшняя Ютландия (красная) включает северный Шлезвиг (между фиолетовыми линиями, северная из которых отмечает реку Конгео). Южный Шлезвиг отмечен оранжевым цветом, а исторический Гольштейн - золотисто-желтым.

Герцогства Шлезвиг и Гольштейн (с 1814 также Лауэнбург) находились в личном союзе с Данией со средних веков, так что над тремя герцогствами правил датский король. Герцогства и Королевство образовывали Содружество. Все органы управления контролировались из Копенгагена, где администрация была разделена на датскую канцелярию (с датским административным языком для королевства) и немецкую канцелярию (с немецким административным языком для герцогств). Шлезвиг был королевским датским феодальным владением, тогда как Гольштейн и Лауэнбург были немецкими феодальными владениями и членами Германского Союза. Таким образом, датский король представлял эти два немецких герцогства в Германском союзе, в то время как Шлезвиг и Дания не были его членами. С точки зрения государственного права Гольштейн и Лауэнбург не были официальной частью Дании, но когда стареющий король Кристиан VIII опубликовал 8 июля 1846 года открытое письмо, в котором он определил правопреемство Дании на Шлезвиг и Лауэнбург, в то же время заверяя, что все государство будет сохранено как единое целое, это спровоцировало немецкий национализм. Поскольку правительство, торговцы, студенты, землевладельцы и другой высший класс в то время говорили по-немецки (нижненемецкий язык был лингва-франка в большей части Северной Европы в то время), немцы утверждали, что герцогства — это Германия. Вместе с тем, среди крестьянства Шлезвига преобладающим языком изначально был датский и частично фризский, в отличие от расположенного южнее Гольштейна, в котором нижненемецкий преобладал среди всех слоёв населения.

## Повод к войне

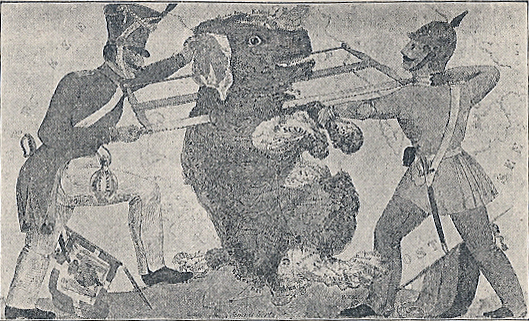
Датский и прусский солдаты распиливают Шлезвиг-Гольштейн. Карикатура. 1888 г.

20 января 1848 года умер Кристиан VIII. В марте, под давлением датского населения, новый король Фредерик VII сформировал так называемое мартовское министерство под руководством А. В. Мольтке с целью разработки демократической конституции Дании. Формирование конституционного министерства было непосредственно связано с вопросом о Шлезвиге, когда 18 марта представители прогерманских сословных собраний Шлезвига и Гольштейна появились в Копенгагене с требованием, чтобы Шлезвиг и Гольштейн получили общее устройство, и чтобы Шлезвиг был принят в Германский союз. 24 марта новое правительство отправило депутацию из Шлезвига и Гольштейна обратно с сообщением о том, что Шлезвиг мог бы получить не отделение от Дании, а форму внутренней независимости или самоуправления. Гольштейн, с другой стороны, мог получить «столько свободы, сколько хотел».
Тем временем в Киле ходили слухи, что король был схвачен «толпой» в Копенгагене. Центральные деятели немецкого движения Шлезвиг-Гольштейна воспользовались возможностью, чтобы осуществить отделение двух герцогств. 23 марта 1848 года немецкие официальные лица, офицеры и граждане провозгласили в Киле временное правительство земли Шлезвиг-Гольштейн. На следующее утро, 24 марта, Временное правительство издало прокламацию, требующую объединения Шлезвига и Гольштейна в единое государство в личной унии с Датским королевством. Временное правительство также объявило своей задачей защищать герцогства и стало быстро создавать боеспособную армию, захватив крепость Рендсбург, с большим арсеналом оружия. Большинство рядовых и унтер-офицеров гарнизона крепости перешло на сторону армии Шлезвиг-Гольштейна. Армию герцогств возглавил герцог Фридрих Шлезвиг-Гольштейн-Зондербург-Аугустенбургский. Германский союз встал на сторону герцогств. Данию поддержали великие державы, особенно Великобритания и Россия.

## Датская армия

### Организация и вооружение

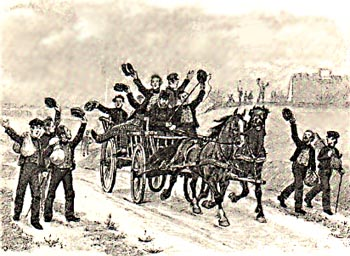
Призывники идут в армию для участия в войне

После того, как три четверти датской армии отступило из приграничных районов, датское правительство начало реорганизацию постоянной армии численностью 24 000 человек. Состав вооруженных сил исходил из Закона об армии 1842 г., согласно которому они были реорганизованы в 23 пехотных батальона, три отдельных эскадрона и шесть драгунских полков, а также 12 полевых батарей с восемью орудиями в каждой. Летом 1850 года датская армия была усилена и насчитывала 41 000 человек под полной мобилизацией. Во время войны часто использовали резервные батальоны из призывников в возрасте до 45 лет.
Бригада, с приданными одним или двумя кавалерийскими полками и одной-двумя полевыми батареями, стала самой распространенной организационной единицей в датской армии, которая предназначалась для выполнения самостоятельных задач. Она состояла из пяти батальонов и насчитывала от 4000 до 5000 человек.
На бумаге каждый батальон состоял примерно из 1000 человек, разделенных на 4 роты примерно по 240 человек, снова разделенных на два дивизиона, каждый из которых состоял из двух взводов по 60 человек. Во время войны части редко были в полном составе. Кавалерия армии была сокращена до шести драгунских полков по четыре эскадрона в каждом и трех гвардейских эскадронов. Артиллерия была разделена на два полка с 12 батареями.
Гладкоствольные ружья с капсюльным замком были стандартным оружием датского солдата. Единственными подразделениями, имевшими нарезные винтовки, были егерские. Датская артиллерия на базе системы 1834 года имела два типа артиллерийских орудий: пушки, стрелявшие ядрами и картечью, и пушки, стрелявшие гранатами. Во время войны стало обычным формировать смешанные батареи, чтобы иметь преимущества обоих типов орудий. Полевая артиллерия состояла из 6-, 12- и 24-фунтовых орудий. Для перевозки легких орудий требовалось шесть лошадей, для тяжелых — восемь. Более крупные полевые орудия имели дальность стрельбы более двух километров, но редко стреляли по целям на расстоянии более 500 метров.

### Иностранные добровольцы
К началу войны чуть ли не единственным союзником Дании оставалась Шведско-норвежская уния. После объявления войны, в Швеции начался сбор пожертвований и медикаментов для оказания помощи Дании в войне, а также началась отправка добровольцев. К 1849 году в датской армии служило около 400 шведских и норвежских добровольцев, из которых было 84 офицера. За всю войну погибло 10 шведских и норвежских добровольцев, в том числе и лейтенант  Густав Лоренц Соммелиус.

### Тактика
В условиях Шлезвига с его ярко выраженными холмами, труднопроходимыми участками, лесными массивами и густыми заборами наименьшей тактической единицей вместо батальона стала рота, которая в полном составе должна была насчитывать 240 человек. В линейном строю рота строилась в три шеренги; передние шеренги вели залповый огонь, а третья стояла с ружьем наготове. В строю колонны два дивизиона располагались друг за другом со стрелковым отделением впереди. Когда ротная колонна продвигалась вперед, стрелковое отделение также выдвигалось вперед на 100 метров и формировало одну-две цепи стрелков. После одного-двух залпов ротные колонны, сблизившись с противником до 40 метров, шли в штыковую атаку.
Ротная колонна чаще всего применялась на этой войне как при обороне, так и при наступлении. Ей дополнительно придавалась поддержка кавалерии и полубатарея из двух орудий.
Во время конфликта кавалерия в основном использовалась для разведки и преследования отдельными эскадронами, так как пересеченная местность в Шлезвиге и Южной Ютландии мешала маневренной войне более крупными кавалерийскими силами: они никогда не могли использовать свою мобильность.

## Боевые действия

### Кампания 1848 года
Армия Шлезвиг-Гольштейна, пополненная добровольцами, в основном, студентами, имела поначалу некоторый успех и 5 апреля заняла Фленсбург. Однако датские войска под командованием генерала Ханса Хедеманна нанесли поражение армии герцогств в сражении при Бау 9 апреля и отбросили её за реку Айдер (Эйдер).
После сражения при Бау датская армия заняла герцогство Шлезвиг до Даневерка. Сам город Шлезвиг был достигнут 11 апреля, и датский флот двинулся к Эккернфёрде, который был занят на следующий день. Затем датские генералы Лессе и Хедеманн заняли главную позицию в холмистой местности между Готторфом и Хюсбю к северу от Даневерка. Датский военный министр Чернинг поручил Хедеманну защищать достигнутые им позиции под Шлезвигом, но не ставить под угрозу существование армии.
На стороне шлезвиг-гольштейнских войск шок от поражения при Бау и больших потерь от плена был еще глубок. Однако, поскольку датчане продвигались с опозданием, организованное отступление к линии Гаги и крепости Рендсбург удалось. Однако верховное командование армии Шлезвиг-Гольштейна опасалось датского вторжения в герцогство Гольштейн. Чтобы иметь возможность удерживать позиции в этом случае, надеялись на ускоренную мобилизацию союзных немецких и прусских войск.
Тем временем дипломатические переговоры, начатые между Данией и Пруссией, которая в то же время выступала от имени Германского союза, по урегулированию конфликта продолжались. Великобритания также принимала участие на международном уровне. Прусское правительство, преследовавшее планы объединения Германии под эгидой Пруссии, стремилось использовать национально-освободительное движение в Шлезвиге и Гольштейне, а также войной с Данией предотвратить развитие революции в Германии. Прежде всего, Пруссия пыталась выиграть время, чтобы завершить мобилизацию и развертывание своей армии и союзных войск. При этом в ультиматуме 12 апреля Франкфуртское национальное собрание призвало Данию прекратить боевые действия и освободить герцогство Шлезвиг. В противном случае Германский союз также предпримет военные действия, чтобы защитить право Гольштейна на союз со Шлезвигом. 17 апреля датское правительство заявило, что оно также будет рассматривать угрозу вторжения прусских и немецких войск как объявление войны.
В начале апреля на территории Шлезвига и Гольштейна вступили прусские и саксоно-ганноверские войска во главе с генерал-лейтенантом Врангелем (23 тысячи, из них 10 тысяч войск герцогств и 13 тысяч пруссаков). 23 апреля Врангель начал наступление против датчан и нанёс им поражение при Шлезвиге. Датская армия отступала частью на остров Альс, частью к Обенро. Оставив против острова Альс одну дивизию, генерал Врангель продолжил наступление, занял Фредерисию 3 мая и часть Ютландии.
Великие державы были на стороне Дании. Пальмерстон старался восстановить мир и предложил в Берлине посредничество, потребовав очищения Ютландии от пруссаков. Растянутость коммуникаций союзной армии, господство датского флота на море и подготовка шведского вспомогательного корпуса в Мальмё заставила Врангеля к 25 мая очистить Ютландию и отойти к Обенро. Пользуясь этим, датчане 28 мая перевезли морем часть войск с острова Альс в Ютландию и, одержав победу в сражении при Нюбеле, к 2 июня заняли линию от Обенро до Логумклостера.
После поражения при Нюбеле немецкая армия была стянута в окрестности Фленсбурга, где разместил свой штаб генерал Фридрих фон Врангель. Чтобы снять угрозу своему правому флангу им было принято решение попытаться отбить стратегически важную фланговую позицию у Дюббёля и полностью выбросить датские войска из Сундеведа, но наступление 5 июня закончилось неуспехом, и немецкие войска, потерпев поражение в сражении при Дюббёле, вернулись на исходные позиции.
Потерпев неудачу при Дюббёле, немецкие союзные войска предприняли наступление на север и после боёв 29 июня заняли Хадерслев, получив опять в свои руки весь Шлезвиг. Этот успех не имел стратегического значения, так как на море господствовал датский флот, причинявший германской торговле большие убытки, блокировавший прусские гавани. В июле 1848 года в датские воды прибыла русская эскадра с целью демонстрации против Пруссии.
Переговоры, начатые в Лондоне, шли вяло, так как датчане не хотели согласиться на включение Шлезвига в Германский союз. Прерванные одно время, они возобновились в Мальмё. В июле враждующие стороны приняли следующие главные основания будущего соглашения: очищение герцогств обеими сторонами, назначение сообща Пруссией и Данией правительства для герцогств, которое должно было заместить временное правительство.
26 августа 1848 года между воюющими было заключено перемирие в Мальмё на 7 месяцев, по которому провинции возвращались Дании, а временное правительство распускалось. Все законы и предписания, изданные в герцогствах с марта, были касированы, и во главе общего правительства поставлен датчанин Мольтке. Во Франкфуртском национальном собрании при обсуждении вопроса о Шлезвиг-Гольштейне большинство депутатов первоначально высказалось против перемирия, но в середине сентября парламент был вынужден принять перемирие.

### Кампания 1849 года
После недовольства Дании нарушениями Германией условий перемирия военные действия возобновились. 24 марта 1849 года главнокомандующим союзными немецкими войсками был назначен прусский генерал-лейтенант Карл фон Притвиц; прусские войска возглавил генерал Эдуард фон Бонин. Численность пруссаков увеличилась до 15 тысяч, а войск Германского союза (баварцы, саксонцы, гессенцы, ганноверцы) — до 35-40 тысяч.
Датчане также усилили свою армию: 20 тысяч были сосредоточены на острове Альс, 10 тысяч — у Коллинга, большая часть флота — у острова Альс (к 26 марта, ко дню прекращения перемирия). Главнокомандующим датскими войсками назначен генерал Фредерик фон Бюлов.
3 апреля 1849 года датская армия переправилась через Альсенсунд и продвинулась в Сундеведе, заняв позицию при Дюббёле. Попытка датчан 5 апреля осуществить при поддержке флота высадку у Эккернфёрде была отбита береговыми батареями. 13 апреля Притвиц силами двух немецких дивизий отбил дюббёльские высоты и заставил датчан эвакуироваться на Альс. В это же время Бюлов начал наступление в Шлезвиге, но 23 апреля потерпел поражение в битве у Коллинга от прусского корпуса Бонина.
7 мая 40-тысячная немецкая армия под командованием Карла фон Притвитца двинулась в Ютландию. Датчане вынуждены были отступить к Фредерисии. Попытка датчан задержать союзные войска закончилась поражением у Гудсё и отступлением на остров Фюн. Датские фланговые силы численностью 7000 человек под командованием Олафа Рюе сумели избежать окружения и отступили в Орхус, а затем в Хельгенас.
Генерал Бонин осадил Фредерисию, которая под командованием коменданта Нильса Христиана Лундинга находилась в осаде в течение двух месяцев. 6 июля датская армия численностью 19 000 человек, выведенная с Фюна, Альса и Хельгенеса незамеченной, предприняла внезапную вылазку и сумела захватить все немецкие редуты и 31 орудие и взять 2000 пленных, что вынудило пруссаков снять осаду. После вмешательства России, пригрозившей разорвать отношения с Пруссией, Притвицу было приказано эвакуировать Ютландию.
10 июля 1849 года было заключено новое перемирие, а это означало, что север Шлезвига вплоть до Фленсбурга был оккупирован 4000 шведско-норвежским контингентом в качестве буфера между датчанами и немцами. Шлезвиг получил особое управление в виде комиссии, один из членов которой назначался Пруссией, один — Данией и один — Великобританией, как посредником. Гольштейн и Лауэнбург должны были остаться за датским королём, оставаясь членами Германского союза. По итогам перемирия войска Германского союза и Пруссии были выведены из герцогств.

### Кампания 1850 года
Пруссия, которая до сих пор поддерживала повстанцев, не найдя приемлемого решения шлезвигского вопроса между датчанами и шлезвиг-гольштейнцами, была вынуждена под давлением России 2 июля 1850 года без длительных переговоров заключить мирный договор с Данией. На конференции в Лондоне Великобритания, Франция, Россия и Швеция согласились  ради европейского баланса сил сохранить целостность Датского королевства. 2 августа Дания приняла так называемый «Лондонский протокол».
Давно было ясно, что шлезвиг-гольштейнцы не смогут принять соглашения, и они решились на свой риск продолжать войну. Таким образом, война возобновилась с 14 июля, после того как армия Шлезвиг-Гольштейна численностью 34 000 человек под командованием бывшего прусского генерал-майора Карла Вильгельма фон Виллисена начала марш в Шлезвиг.
Датская армия, которая за счет полной мобилизации увеличилась до 41 000 человек, под командованием генерала Кристофа фон Крога 16 июля в ответ двинулась из Норрейюлланда и Альса в направлении Фленсбурга и заняла его. Затем 24-25 июля она атаковала армию герцогств у Идштедта, в 20 км к югу от Фленсбурга. Несмотря на упорное сопротивление, армия герцогств потерпела поражение и отступила к Миссунде.
Несмотря на поражение, шлезвиг-гольштейнцы не были побеждены, а были лишь изгнаны из Шлезвига обратно за Айдер. Датское наступление на германское герцогство Гольштейн было политически невозможно, это было бы воспринято как нарушение положений мирного договора с Пруссией и оскорбление великих держав. Поэтому датское верховное командование должно было защищать позицию Даневирке, которая была развита рядом редутов и опорных пунктов. К западу лежали большие заболоченные участки, которые были затоплены, чтобы предотвратить немецкую контратаку.
Виллисен, который заново реформировал потрепанную армию, теперь имел под своим командованием 42 000 человек, но руководство Шлезвиг-Гольштейна, отчаянно преисполненное решимости продолжать войну, приказало ему атаковать датские позиции. Виллисен счел атаку на позицию Даневирке слишком рискованной и решил атаковать более мелкие объекты, такие как Миссунде, 12 сентября, и Фридрихштадте, 4 октября. В обоих сражениях войска Шлезвиг-Гольштейна были отброшены сильным сопротивлением датчан, и понесли большие потери.
26 октября Франкфуртское национальное собрание ратифицировало мир между Данией и Пруссией, а Австрия потребовала прекращения боевых действий против датчан. Правительство Шлезвиг-Гольштейна отказалось сдаться и еще раз потребовало от Виллисена атаковать датские позиции. Виллисен отказался и 7 декабря сложил с себя обязанности командующего.
После того, как 26 ноября Пруссии пришлось согласиться на урегулирование с Австрией в Ольмюце, последние остатки поддержки исчезли. Австрия хотела, чтобы Шлезвиг-Гольштейн капитулировал и было восстановлено датское правление в Гольштейне.
Последний бой войны произошёл в Лоттропе, где 24 ноября датские аванпосты были безуспешно атакованы силами Шлезвиг-Гольштейна.

## Окончание и итоги войны
В 1851 году шлезвиг-гольштинское войско было распущено, устройство 15 марта 1848 года устранено, назначено новое правительство, допущено разделение герцогств, наследование во всем датском государстве признано за принцем Кристианом Глюксбургским. Такой исход войны был санкционирован на лондонской конференции 1852 года — Англия, Россия и Франция обязались сохранить неприкосновенность датской монархии.
В политическом плане ни одна из сторон ничего не добилась за три года войны. Центральный вопрос, связанный с герцогством Шлезвиг, все еще оставался нерешенным между Данией и Шлезвиг-Гольштейном. Повстанцы Шлезвиг-Гольштейна вернулись к тому, с чего начали, без каких-либо результатов. Великие державы решили окончательный исход войны возвращением к статус-кво, им удалось сохранить европейский баланс сил, но в результате стороны потеряли мир. Великие державы наложили на датское правительство в 1851 и 1852 годах ряд обязательств о том, как добиться решения шлезвигского вопроса.
Не разрешённые до конца разногласия по поводу герцогств Шлезвиг и Гольштейн в последующем послужили поводом для начала Австро-прусско-датской войны в 1864 году.